# Parque Regional da Serra de Gredos
O Parque Regional da Serra de Gredos é um espaço natural espanhol protegido que se localiza no extremo sul da província de Ávila, na comunidade autónoma de Castela e Leão. Abarca uma superfície de 86 397 ha. Dentro da Zona de Influência Socioeconómica do parque (Z.I.S.) vive uma população estimada de 21 182 habitantes.

## Vegetação
Como toda a Serra se pode considerar um imenso batólito granítico, serão as variações climatológicas, e sobretudo, as geomorfológicas as que condicionam de forma importante o tipo de solos. O estrato arbóreo estende-se até os 1500–1600 m, representado pelas azinheiras até os 800 ou 950 metros e pelo carvalho-negral ou o pinheiro a altitudes superiores. A vegetação suprasilvática está formada por piornais climáticos até o nível dos pastorais alpinos e rochosos. Se partimos do nível altitudinal mais baixo da cada vertente e ascendemos seguindo a ladeira encontramos-nos com uma sucessão de formações (clisérie) muito clara e marcada.

### Ribeiras

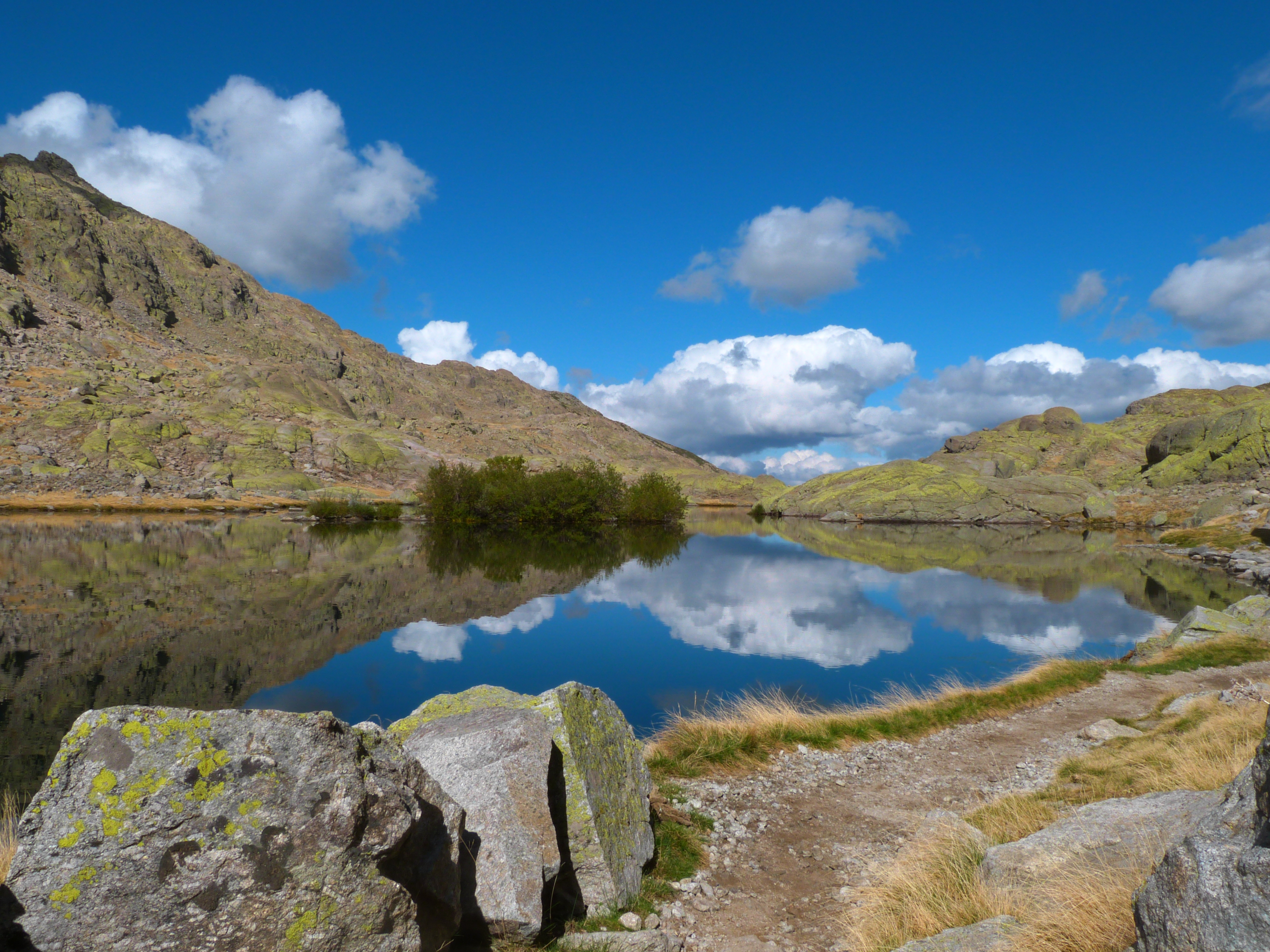
Vista da Lagoa Grande de Gredos.

A espécie mais comum é o sauce (Salix sp.) que se apresenta fundamentalmente em forma arbustiva, também é frequente encontrar amieiros (Alnus glutinosa), choupos (Populus sp.), álamo negro (Populus nigra). Na parte alta das gargantas na proximidade das correntes de água, aparecem algumas instâncias isoladas de abedul (Betula sp.).
Merecem especial atenção os pequenos grupos de loiros  (Prunus lusitanica) que se encontram na parte baixa das gargantas da cara meridional do Maciço Central. É possível encontrar no termo municipal de Solana de Ávila numa de suas aldeias, cujo nome é curiosamente, Los Loros.

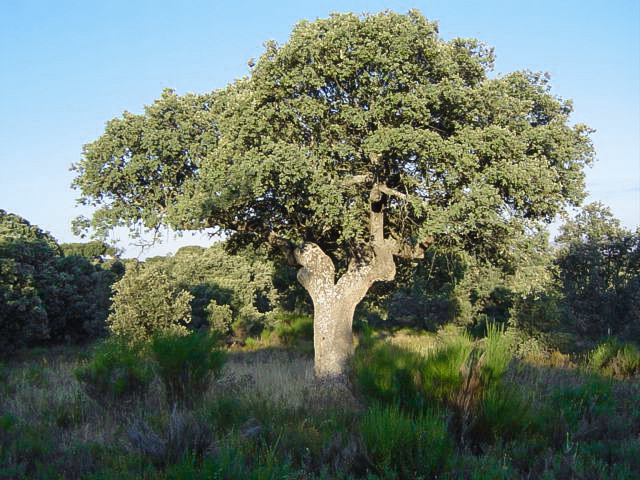
Azinheira com sub-bosque de Cytisus scoparius.

A importância destas formações arraia mais na diversidade das comunidades que suportam que na presença de espécies ameaçadas ou singulares, como a toupeira (Galemys pyrenaicus) ou a lontra (Lutra lutra).

### Azinheiras
Na face setentrional só se apresentam algumas manchas isoladas de bosque mediterrâneo onde alternam a azinheira (Quercus rotundifolia) com o zimbro-bravo (Juniperus oxycedrus) e um sub-bosque de jaras (Cistus ladanifer) e tomilhos (Thymus zygis,  Thymus mastichina) e contuso ou espigo (Lavandula stoechas subsp. pedunculata) em localidades especialmente térmicas, como entre a Angostura de Tormes e Aliseda de Tormes, Hermosillo ou em Los Llanos de Tormes.
Além das espécies mencionadas, as azinheiras da face sul enriquece-se com sobreiros (Quercus suber), cerquinhos (Quercus faginea) e o sub-bosque com medronheiro (Arbutus unedo), carapeteiro (Pyrus bourgaeana), e outras espécies de jaras (Cistus populifolius, Cistus salviifolius).
Este habitat permite a presença de espécies ausentes no cara norte, entre as que se podem mencionar a cegonha-preta (Ciconia nigra), o lince (Lynx pardina), bem como a rã meridional (Hyla meridionalis) e o sapo parteiro ibérico (Alytes cisternasii).

### Carvalhos
É uma formação presente às duas faces da Serra. Trata-se de massa cujo estrato arbóreo está integrado quase exclusivamente por carvalhos  (Quercus pyrenaica) com sub-bosque de leguminosas (Cytisus sp., Genista sp., Adenocarpus hispanicus etc.) ou urzes (Erica sp.) rodeadas geralmente de uma orla de carvalho arbustivo. Em seu limite altitudinal de distribuição aparece em forma arbustiva como única representação possível destas massas. No Maciço Ocidental se mistura com castanheiros (Castanea sativa).

### Pinheiros

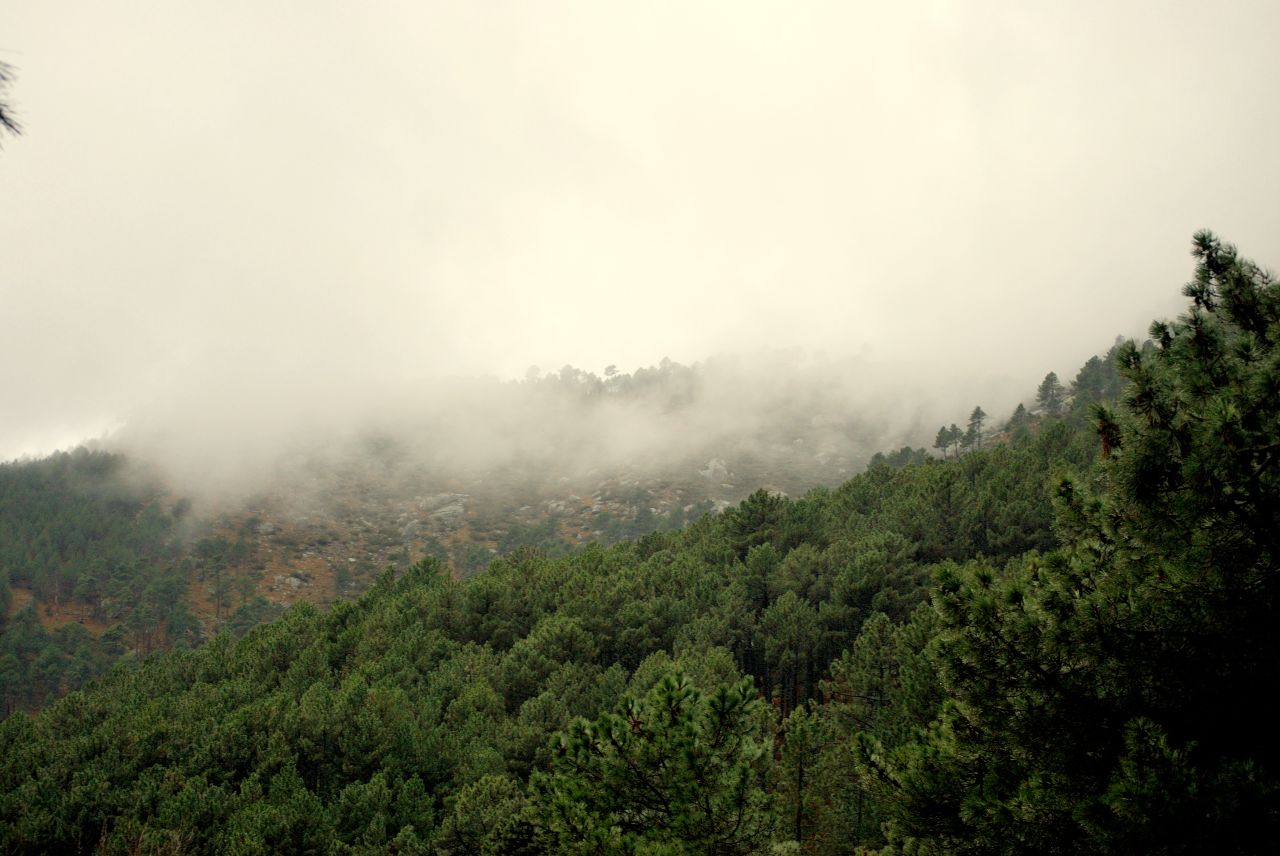
Densa população de Pinus pinaster nos arredores de Guisando.

A paisagem de pinhal é sem dúvida o mais representativo da vertente sul, não assim na norte, na que os pinhais, de pinheiro albar (Pinus sylvestris) praticamente na totalidade dos casos, formam massas de apreciável extensão unicamente nos termos de Navarredonda de Gredos e Hoyos del Espino.
Os pinhais da face sul marcam em mudança de modo quase contínuo a ladeira de um extremo a outro do Espaço. Trata-se de massas de pinheiro negral (Pinus pinaster) neste caso e vão desde o contraforte da Serra até onde as condições ambientais o permitem; em cotas altas aparecem ocasionalmente anhosos instâncias de pinheiro albar (Pinus picea), pinheiro silvestre (Pinus sylvestris) e pinheiro larício (Pinus nigra).
O sub-bosque é diferente em ambas zonas, enquanto a face norte se forma quase em exclusividade de espécies de leguminosas, na sul se enriquece com urzes (Erica arborea, Erica australis) medronhos, estevass, olivilhas (Phillyrea angustifolia) etc.

### Matas

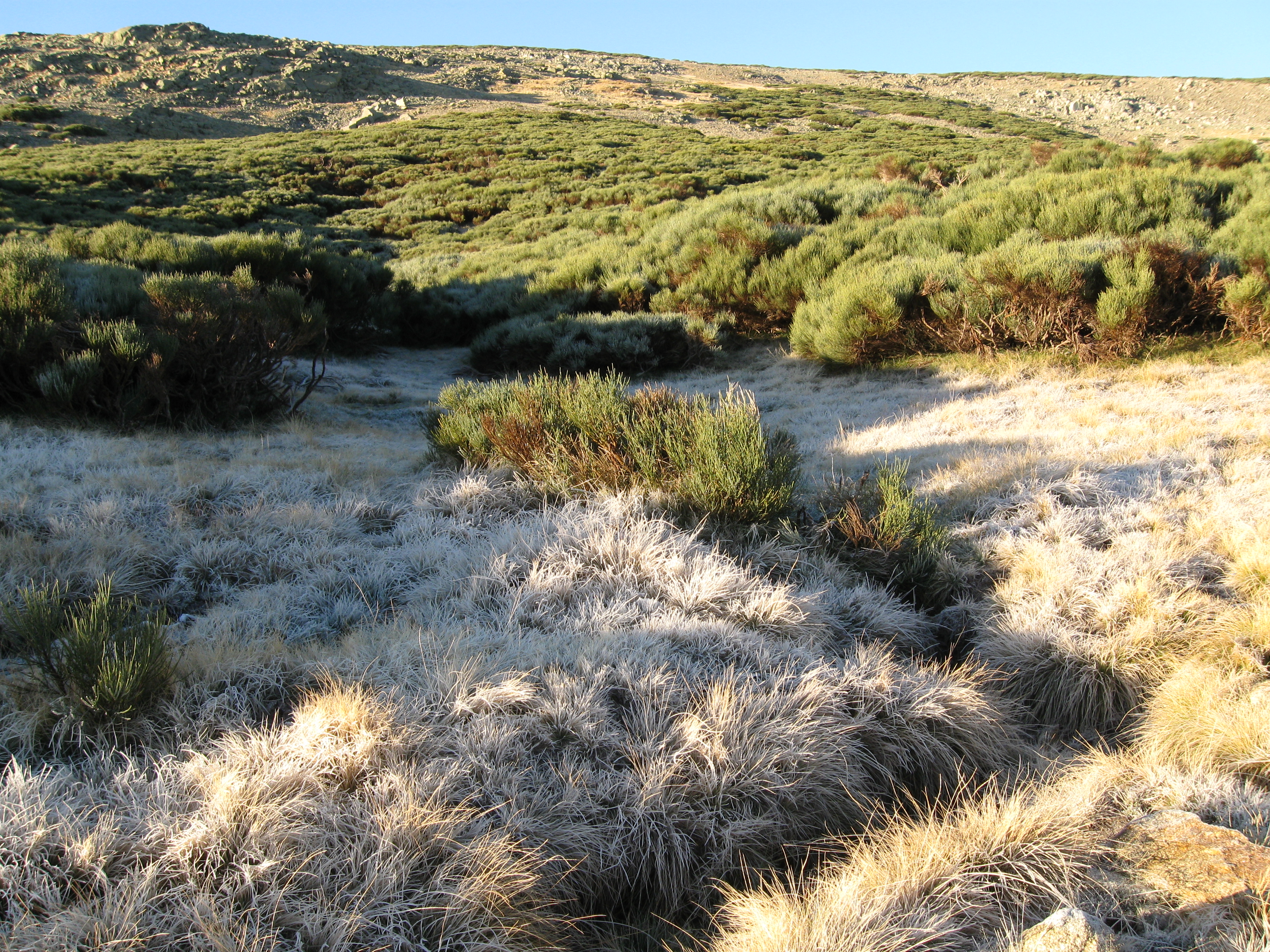
Vegetação de alta montanha na serra de Gredos

As formações arbustivas que aparecem neste sector do Sistema Central se podem integrar —quanto à evolução da vegetação— tanto em estados climáçicos como em etapas regressivas a partir desta ou nas que levam a ela. Assim os piornais de Cytisus oromediterraneus, tão característicos das zonas altas desta serra, se consideram em equilíbrio com suas particulares condições meio ambientais e como a vegetação mais evoluída possível; neles se misturam com o piorno o cambrião (Echinospartum barnadesii) e o zimbro rasteiro  (Juniperus communis subsp. nana) em proporção e densidade variável. No cara norte dominam estas formações, os jarales são praticamente inexistentes e os urzes aparecem em pontos concretos a cada vez mais frequentes quanto mais ao ocidente do espaço.
O face sul é também mais rica neste tipo de formações. É possível encontrar começando pelos andares basais jarales de Cistus ladanifer, umas vezes como massas mono específicas, outras com Cistus salviifolius ou Cistus laurifolius e outras em massas mistas com medronho, leguminosas ou urzes, inclusive é possível encontrar representantes das três famílias numa mesma mancha; numa faixa superior apresentam-se os escobonais; acima destes aparecem brezales mais puros e, ainda mais acima, os piornais, cambrionais e zimbros rasteiros.
O matorral de leguminosas está formado por Cytisus oromediterraneus, Cytisus multiflorus, Cytisus scoparius, Genista cinerea subp. cinerascens, Genista florida, Genista scorpius, Adenocarpus sp. etc.
A fauna associada aos matorrais é interessante quando se fala dos de maior altura. É possível ver pintos do pechiazul (Luscinia svecica) nos piornais desta serra.

### Pastoreios
A zonas de vegetação herbácea percorrem o Espaço Natural desde a zonas acima da vegetação leñosa, onde se desenvolvem os pastizales psicroxerófilos, perfeitamente adaptados às muito duras condições destas alturas, com Agrostis truncatula, Festuca indigesta s.l., Plantago alpina ou Silene ciliata, muito representativos da paisagem da face norte, ou os cervum de Nardus stricta, Campanula herminii, ou Ranunculus abnormis. Nos solos hidromorfos aparecem pequenos pauls, ocupando superfícies não cartógrafas, caracterizadas pela presença de Carex sp. ou Erica tetralix.
Estes pastos são aproveitados, além de pelo gado doméstico, pela população de cabra montês Capra pyrenaica victoriae —renomeado endemismo de Gredos— e outros animais como o acentor alpino (Prunella collaris), diversos emberízidos e aláudidos ou a lagartixa serrana (Lacerta monticola cyrene).

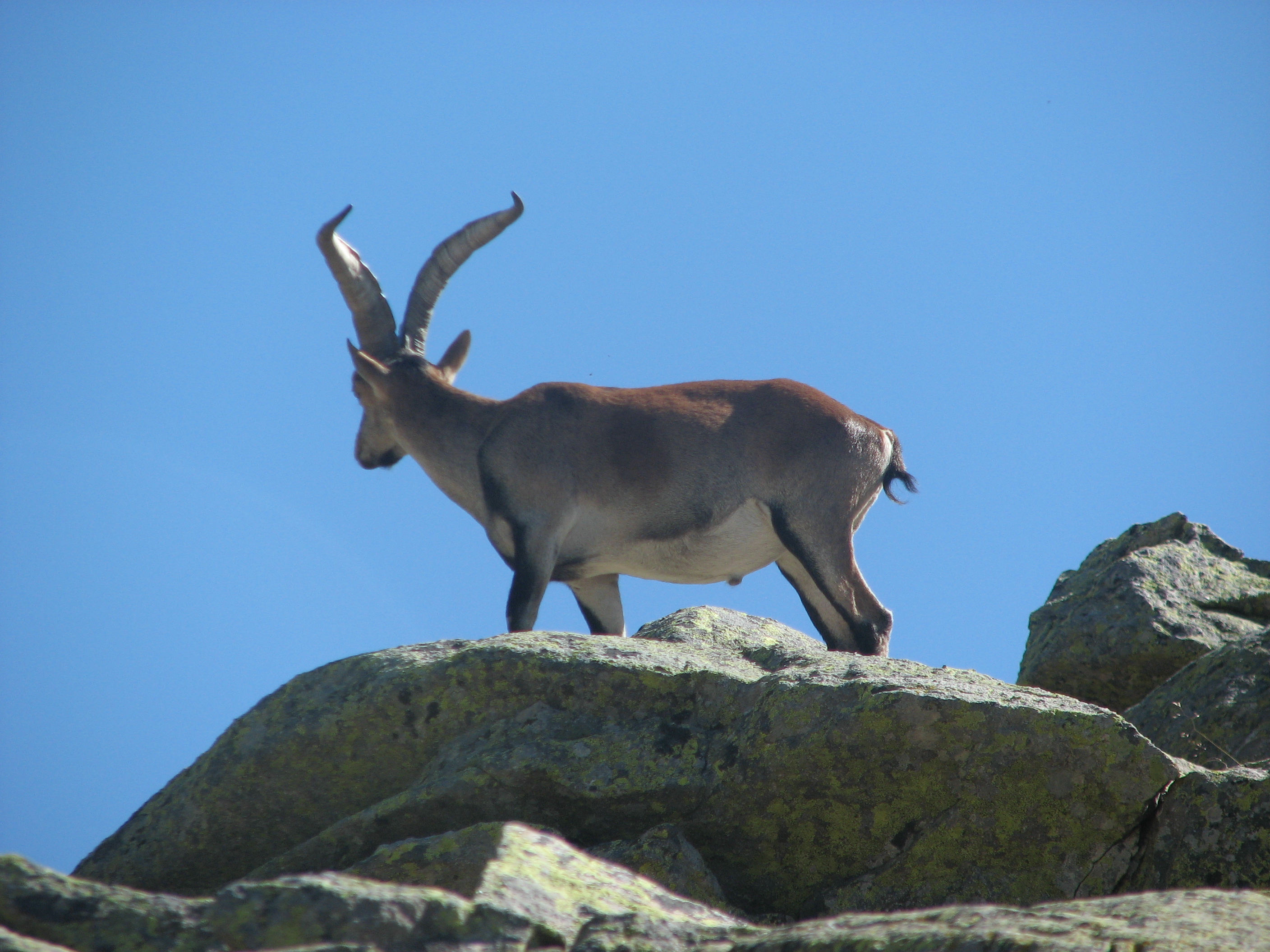
Cabra de Gredos.

### Afloramentos rochosos
Adaptadas a viver aproveitando os menores resquícios das rochas onde se acumule um mínimo de nutrientes, e suportando as durísimas condições ambientais, se diferenciaram espécies próprias destas áreas. Tal é o caso por exemplo de Antirrhinum grossi, Conopodium butinoides, Reseda gredensis, Santolina oblongifolia ou Biscutella gredensis.
O isolamento destas zonas de elevada altitude e sua particular evolução climática têm conduzido ao desenvolvimento de fenómenos de especialização nas populações de determinadas espécies. Este é o caso da cabra montês de Gredos, o sapo de Gredos (Bufo bufo gredosicola), a salamandra do Almançor (Salamandra salamandra almazoris) e o topillo nival (Microtus nivalis abulensis).

## Termos municipais

Localização (em vermelho) do parque regional com respeito a outros espaços protegidos de Castilla e León

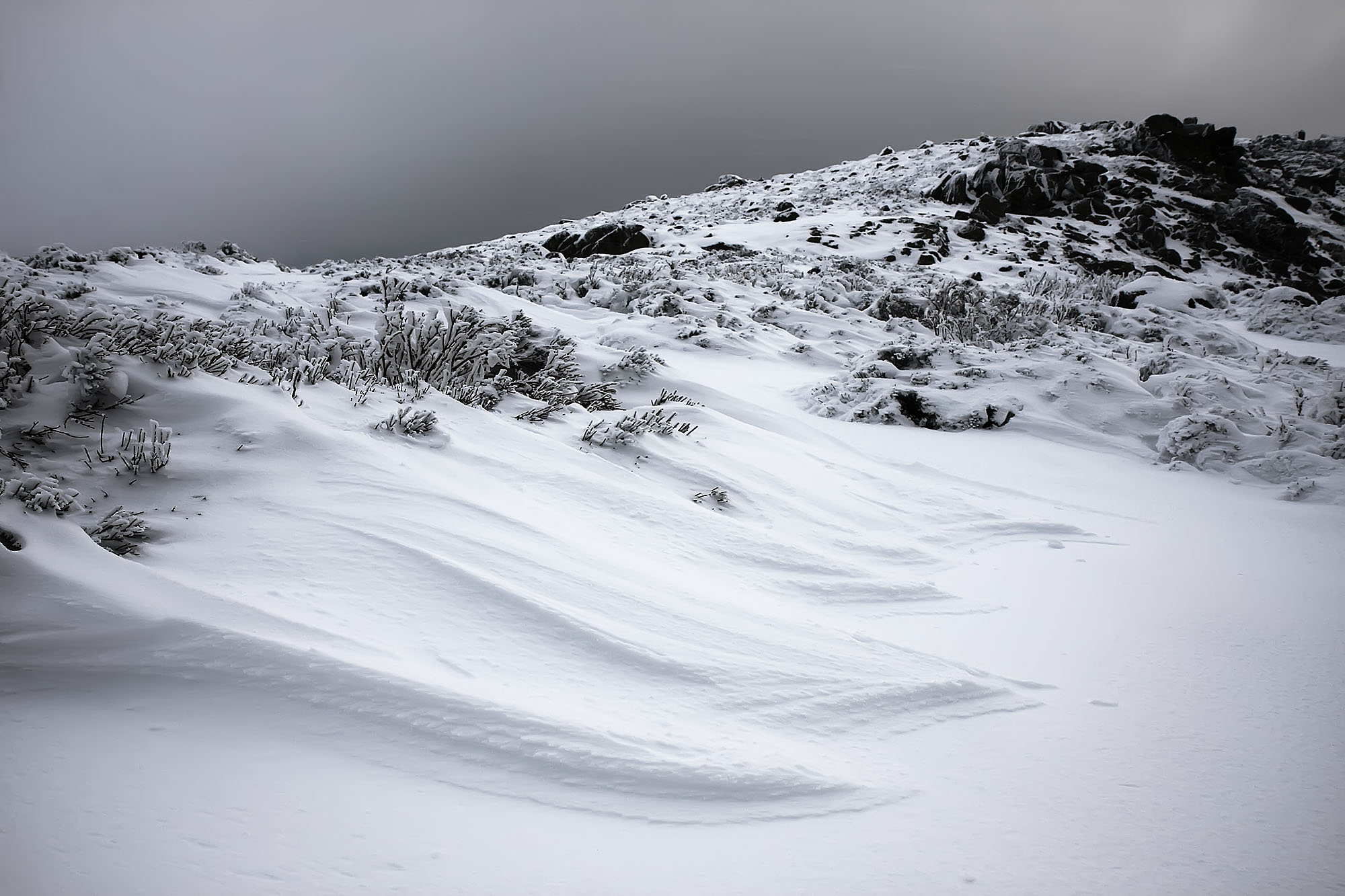
Porto da Cabrilla junto ao El Arenal.

Sua zona de protecção abarca parte dos seguintes termos municipais:
O El Arenal, Arenas de San Pedro, Bohoyo, Candeleda, La Carreira, Cuevas del Vale, Gilgarcía, Guisando, El Hornillo, Hoyos del Collado, Hoyos del Espino, Los Llanos de Tormes, Mombeltrán, Nava del Barco, Navalonguilla, Navalperal de Tormes, Navarredonda de Gredos, Navatejares, Puerto Castilla, Santiago de Tormes, San Juan de Gredos, San Martín del Pimpollar, Solana de Ávila, Tormellas, Umbrías, Villarejo del Vale, Zapardiel de la Ribera e San Esteban del Vale.
Existem os seguintes núcleos de população ou pedanias no interior do espaço protegido:
El Arenal, Bohoyo, Los Guijuelos, Navamediana, Navamojada, La Carrera, Cereceda, Lancharejo, Navalmoro, Gilgarcía, Guisando, El Hornillo, Hoyos del Collado, Hoyos del Espino, Los Llanos de Tormes, Navalonguilla, Cabezas Bajas, Navatejares, Puerto Castilla, Santiago de Aravalle, Aliseda de Tormes, Navacepeda de Tormes, San Martín del Pimpollar, Los Loros, Mazalinos, Los Narros, Santa Lucía de la Sierra, Serranía, Solana de Ávila, Tremedal, La Zarza, Navamures, Tormellas, Ávila, Casas de Maripedro, Casas del Abad, Hustias, Retuerta (Ávila)Retuerta, Umbrías, Venta de Veguillas, Angostura de Tormes, Hermosillo, Nava del Barco y Casas del Puerto de Tornavacas.
Pode adentrar-se por estrada através da estrada AV-931, desde o município de Hoyos del Espino.

## Plataforma de Gredos
A plataforma de Gredos é o principal ponto de acesso ao núcleo do parque regional e ao Circo de Gredos. Trata-se de um estacionamento de veículos situado a uma altitude de 1750 msnm no que finaliza a antiga estrada AV-931, conhecida na atualidade como Estrada da Plataforma de Gredos, que tem um comprimento de 12 km. Esta estrada construiu-se na década de 1940, por petição do ditador Francisco Franco, com o objectivo de facilitar o acesso ao coto de caça de Gredos. A plataforma está localizada no termo municipal de San Juan de Gredos, ainda que o acesso à plataforma realiza-se principalmente desde o início da estrada mencionada, na localidade de Hoyos del Espino. O acesso mediante esta estrada está regulado e custa 3 euros.